# Normalizacja tekstu
Normalizacja tekstu – proces przetwarzania tekstów, nadający mu spójną formę, ułatwiającą dalszą interpretację. Często stosowana jako etap wstępny do późniejszego parsowania. Założeniem normalizacji jest zmiana formy przetwarzanego tekstu z formy pisanej na mówioną. W takim ujęciu zagadnienie to przypomina tłumaczenie automatyczne, gdzie tłumaczony jest tekst pisany na tekst mówiony.

## Rodzaje normalizacji
- zmiana wielkości liter (na małe lub wielkie),
- normalizacja skrótów,
- normalizacja wyrażeń numerycznych,
- normalizacja znaków specjalnych,
- zmiana znaków interpunkcyjnych,
- usuwanie (lub zmienianie) znaków diakrytycznych.

## Przykłady
Zam. na os. Jana III Sobieskiego 45A/2.
Zamieszkały na osiedlu Jana trzeciego Sobieskiego czterdzieści pięć A przez dwa.
Ile to jest: 2+2*2?
Ile to jest: dwa plus dwa razy dwa?
7 IV odbędzie się 4. Olimpiada Matematyczna dla dzieci w wieku od 11-16 lat.
Siódmego kwietnia odbędzie się czwarta Olimpiada Matematyczna dla dzieci w wieku od jedenastu do szesnastu lat. 
telefon: (+48) 12-12-12
telefon: plus czterdzieści osiem dwanaście dwanaście dwanaście
1000$
tysiąc dolarów

## Wykorzystanie korpusów
Ciągi znaków zamieniane są na wyrazy w oparciu o uprzednio zdefiniowane reguły. Problem jednak stanowią ciągi znaków o wielu interpretacjach, czyli homografy. W takim przypadku, nie znając kontekstu, dany ciąg znaków może być niepoprawnie zinterpretowany. Przykładowo, skrót p. może oznaczać zarówno pan, jak i patrz, a  10 08 94 może przedstawiać datę lub numer telefonu. W celu klasyfikacji takich ciągów znaków, wykorzystywane są drzewa decyzyjne budowane etapami:
1. Wydobycie wszystkich wystąpień homografu z korpusu.
2. Oznaczenie każdego wystąpienia jego klasą.
3. Wydobycie wszystkich cech kontekstowych które zidentyfikują obecną klasę.
4. Tworzenie drzewa klasyfikacji (albo listy decyzji) do klasyfikowania wystąpień.

## Zastosowanie
- generowanie syntezy mowy,
- rozpoznawanie mowy,
- tłumaczenie automatyczne,
- optymalizacja baz danych,
- kompresja